# Правила совместной жизни
«Пра́вила совме́стной жи́зни» (англ. Rules of Engagement) — ситуационный сериал комедийного содержания, повествующий о двух супружеских парах и их общем друге. Авторы идеи — Том Хёртц и Адам Сэндлер. Сериал впервые вышел на экраны 5 февраля 2007 года на телеканале CBS, в качестве замены в середине сезона сразу после сериала «Два с половиной человека», во время показа снятого с эфира ситкома «Новые приключения старой Кристин». 20 мая 2013 года вышла заключительная сотая серия сериала.

## Сюжет
Замужняя пара Бингамов Джэфф и Одри дружат с молодой незамужней парой Адамом Роудс и Дженн Морган, а также сотрудником Адама и их уже общим другом Расселлом Данбаром. Они делятся своими впечатлениями от брака, обязанностей и отношений. Сюжетная линия содержит поучительные сцены, высветленные в комическом свете, тем самым сохраняя свою значимость и не теряя комичности.

## Роли исполняли

### Главные
- Патрик Уобертон — Джэфф Бингам, финансовый менеджер и сверх-мачо муж Одри. Он любит спорт и избегает всего связанного с чувствительностью.
- Мегин Прайс — Одри Бингам, рекламщик, экстравагантная жена Джэффа.
- Оливер Хадсон — Адам Роудс, красивый, чувствительный и простодушный сотрудник Расселла и Тимми, жених Дженн. Сосед Джэффа и Одри.
- Бьянка Кайлич — Дженнифер Морган, красивая и харизматичная невеста Адама.
- Дэвид Спейд — Расселл Данбар, невысокий, развратный неженатый друг; нелепый менеджер-коллега Адама и Тимми.
- Адхир Кальян — Тимми (временный начиная с 3 сезона; постоянный с 4 сезона), индиец по национальности, выходец из ЮАР и помощник Расселла.

### Второстепенные
- Даян Селлерс — Дорин, официантка в кафе The Island Diner.
- Венди Маклендон-Кови — Лиз Данбар, непривлекательная соседка, которая живёт прямо над Джэффом и Одри; жена Расселла (в 6 сезоне).
- Сара Рю — Бренда, лесбиянка, игрок в софтбол из команды Джэффа, согласилась быть суррогатной матерью для Одри и Джэффа.
- Назнин Контрактор — Suneetha, невеста Тимми, ставшая объектом ухаживаний Расселла.
- Сьюзэн Йигли — Трейси, ненасытная мужчинами сотрудница Одри.
- Тайрин Соутерн — Эллисон, объект ухаживаний Тимми.
- Джефф Пирсон — Фрэнклин Данбар, состоятельный распутный отец Расселла.
- Кейт Микуччи — Таня — секретарь Одри

## Время показа на CBS
- Сезон 1: понедельник 9:30PM
- Сезон 2: понедельник 9:30PM
- Сезон 3: понедельник 8:30PM
- Сезон 4: понедельник 8:30PM
- Сезон 5: понедельник 8:30PM (сентябрь 20, 2010 — февраль 7, 2011)
четверг 8:30PM (февраль 24, 2011 — май 19, 2011)
- Сезон 6: четверг 8:30PM

## Рейтинг США

### Рейтинги сезонов
| Сезон | ТВ сезон  | Премьера сезона  | Финал сезона  | Ранк | Зрители в США (млн) |
| ----- | --------- | ---------------- | ------------- | ---- | ------------------- |
| 1     | 2006-2007 | 5 февраля 2007   | 19 марта 2007 | #25  | 12.38               |
| 2     | 2007-2008 | 24 сентября 2007 | 19 мая 2008   | #33  | 10.89               |
| 3     | 2008-2009 | 2 марта 2009     | 18 мая 2009   | #24  | 11.37               |
| 4     | 2009-2010 | 1 марта 2010     | 24 мая 2010   | #50  | 7.91                |
| 5     | 2010-2011 | 20 сентября 2010 | 19 мая 2011   | #49  | 8.77                |
| 6     | 2011-2012 | 20 октября 2011  | 17 мая 2013   | #42  | 10.10               |
| 7     | 2012-2013 | 4 февраля 2013   | 20 мая 2013   | #52  | 7.69                |

## DVD
Sony Pictures Home Entertainment обладатель прав на выпуск DVD-дисков в регионе 1, где уже доступны 4 сезона сериала.
Paramount Pictures совместно с CBS Home Entertainment начнёт реализацию серий на DVD в других странах в 2011 году. Первый сезон начал продаваться в Великобритании (регион 2 DVD) 4 апреля 2011 года
| Название DVD                           | Дата продаж       | Серий # |
| -------------------------------------- | ----------------- | ------- |
| The Complete First (Первый) Season     | сентябрь 4, 2007  | 7       |
| The Complete Second (Второй) Season    | октябрь 14, 2008  | 15      |
| The Complete Third (Третий) Season     | сентябрь 14, 2010 | 13      |
| The Complete Fourth (Четвёртый) Season | январь 11, 2011   | 13      |
| The Complete Fifth (Пятый) Season      | н/д               | 24      |

## Международный показ
| Страна               | Телеканал                          | Премьера                | Время                                                               |
| -------------------- | ---------------------------------- | ----------------------- | ------------------------------------------------------------------- |
| Австралия            | Network Ten, TV1                   | февраль 13, 2008 и 2010 | воскресенье 7:00 PM, среда 7.30pm                                   |
| Босния и Герцеговина | RTRS                               |                         |                                                                     |
| Болгария             | Fox Life                           |                         | среда 21:00 PM                                                      |
| Канада               | Citytv CBS                         | февраль 5, 2007         | понедельник 9:30 PM                                                 |
| Хорватия             | Fox Life                           |                         |                                                                     |
| Дания                | TV2                                |                         | пятница, 02:00 PM                                                   |
| Франция              | M6                                 | апрель 1, 2011          | понедельник — пятница 10:15 PM                                      |
| Германия             | Kabel Eins                         | ноябрь 12, 2009         | между сезонами                                                      |
| Индия                | STAR World                         |                         | понедельник — пятница, 11:00 PM, (повтор на следующий день) 1:00 PM |
| Ирландия             | RTE 2                              |                         | суббота, 00:30                                                      |
| Израиль              | Xtra HOT HOT family/yes stars Base | 2007 январь 4, 2009     | н/д воскресенье, 8:15 PM, 11:45 PM                                  |
| Италия               | Italia 1                           | июнь 21, 2009           | суббота и воскресенье, 1:00 PM                                      |
| Латинская Америка    | Sony Entertainment Television      |                         | понедельник, 10:30 PM                                               |
| Нидерланды           | Veronica                           |                         | понедельник — пятница, 7:10 PM                                      |
| Новая Зеландия       | FOUR                               |                         | четверг, 8:00 PM                                                    |
| Норвегия             | TV 2 Zebra                         |                         | будни, 5:45 PM                                                      |
| Северная Македония   | Fox Life                           |                         |                                                                     |
| Перу                 | Sony Entertainment Television      |                         | понедельник, 12.00 AM                                               |
| Польша               | Comedy Central Polska              | январь 6, 2008          | пятница, 9:00 PM                                                    |
| Португалия           | SET                                |                         | понедельник, 10:25pm/9:25pm (на Азорских о-вах)                     |
| Россия               | Sony Entertainment Television      | 2009                    |                                                                     |
| Словения             | POP TV                             | 2008                    | будни                                                               |
| Сербия               | Fox Life, Nacionalna               | июль 7, 2009            | будни                                                               |
| ЮАР                  | SABC 3                             |                         | понедельник, 7:30 PM                                                |
| Испания              | Paramount Comedy, FDF              |                         | четверг, 11:15 PM                                                   |
| Швеция               | Kanal 5                            |                         | вторник, 10:00 PM                                                   |
| Таиланд              | True Series                        |                         | вторник, 9:00 PM                                                    |
| Турция               | ComedyMax                          |                         | будни, 08:00 PM                                                     |
| Китайская Республика | Star World                         |                         | будни, 07:35 PM                                                     |
| Венгрия              | Viasat3                            | 12 мая 2010             | будни, 07:25 (повтор) и 07.55 PM                                    |
| Великобритания       | Comedy Central UK E4               |                         | суббота 7:00 PM будни, 4.30PM                                       |
| Эстония              | Fox Life                           |                         | будни, 05:05 PM (повтор) и 07.55 AM, 09.30 AM                       |